# امرأة مع ببغاء (لوحة)
امرأة مع ببغاء (بالفرنسية: La Femme au perroquet)‏ هي لوحة زيتية للفنان الفرنسي غوستاف كوربيه. كانت أول لوحة عارية للفنان يتم قبولها في صالون باريس عام 1866 بعد رفض لوحة سابقة عام 1864 باعتبارها غير لائقة. اللوحة موجودة ضمن مجموعة متحف المتروبوليتان للفنون في مدينة نيويورك.

## وصف اللوحة
تصور اللوحة امرأة مستلقاة على ظهرها، وتحمل في يدها ببغاء. بينما تم رسم اللوح بأسلوب معين للحصول على قبول الأكاديمية من حيث تناغمها الجسدي ونعومة اللحم، كانت ملابس الموديل المهملة والشعر غير المهندم مثاراً للجدل، على الرغم من أنه كان جدلاً أقل من ذلك الذي أثارته لوحة لو سوماي، التي رُسمت في العام نفسه. من المرجح أن الموديل في في اللوحتين هي خوانا هيفرنان، كما كانت في لوحات أخرى لكوربيه.